# الوصية (فلم)
الوصية (بالإنجليزية: The Chaperone) هو فيلم جريمة وكوميديا تم إنتاجه في الولايات المتحدة وصدر سنة 2011م بطولة تربل إتش وأرييل وينتر.

## القصة
راي برادستون، سائق مهرب موهوب، مصمم على المضي قدمًا، وأن يكون أبًا أفضل لابنته سالي، وأن يتصالح مع زوجته السابقة، لين. بينما يكافح راي للعثور على عمل صادق، يوافق على تولي وظيفة أخيرة مع طاقمه القديم الذي قام بسرقة البنوك ، بقيادة فيليب لارو. يغير راي رأيه في اللحظة الأخيرة، ويختار أن يرافق في رحلة ميدانية مع فصل سالي ويترك اللصوص دون وسيلة جيدة للهروب. أصبحت عملية السرقة كارثية ويجب على راي الآن التعامل مع لارو الغاضب أثناء قيادة حافلة مدرسية مليئة بالأطفال.

## الميزانية والإيرادات
كلف الفيلم 8.2 مليون دولار وحقق أرباح تقدر بـ 30 ألف دولار.

## وصلات خارجية
مقالات تستعمل روابط فنية بلا صلة مع ويكي بيانات